# Песчаное (Кременчугский район)
Песчаное (укр. Піщане) — село,
Песчанский сельский совет,
Кременчугский район,
Полтавская область,
Украина.
Код КОАТУУ — 5322483801. Население по переписи 2001 года составляло 4931 человек.
Является административным центром Песчанского сельского совета, в который, кроме того, входят сёла
Ковалевка и
Кривуши.

## Географическое положение
Село Песчаное находится на расстоянии в 1,5 км от реки Сухой Кагамлык и в 3-х км — река Днепр,
примыкает к городу Кременчуг.
Через село проходит автомобильная дорога Н-08, которая переходит в улицу Киевская Кременчуга.

## История
- 1726 — основано переселенцами с Правобережной Украины.

## Экономика
- Песчанский гранитный карьер.
- ЧП «Кременчугрезинотехника».
- ООО «КреМикс».
- ООО «Фортекс».
- ООО «СельхозПродукт».

## Объекты социальной сферы
- Песчанская гимназия.